# Heimhofen

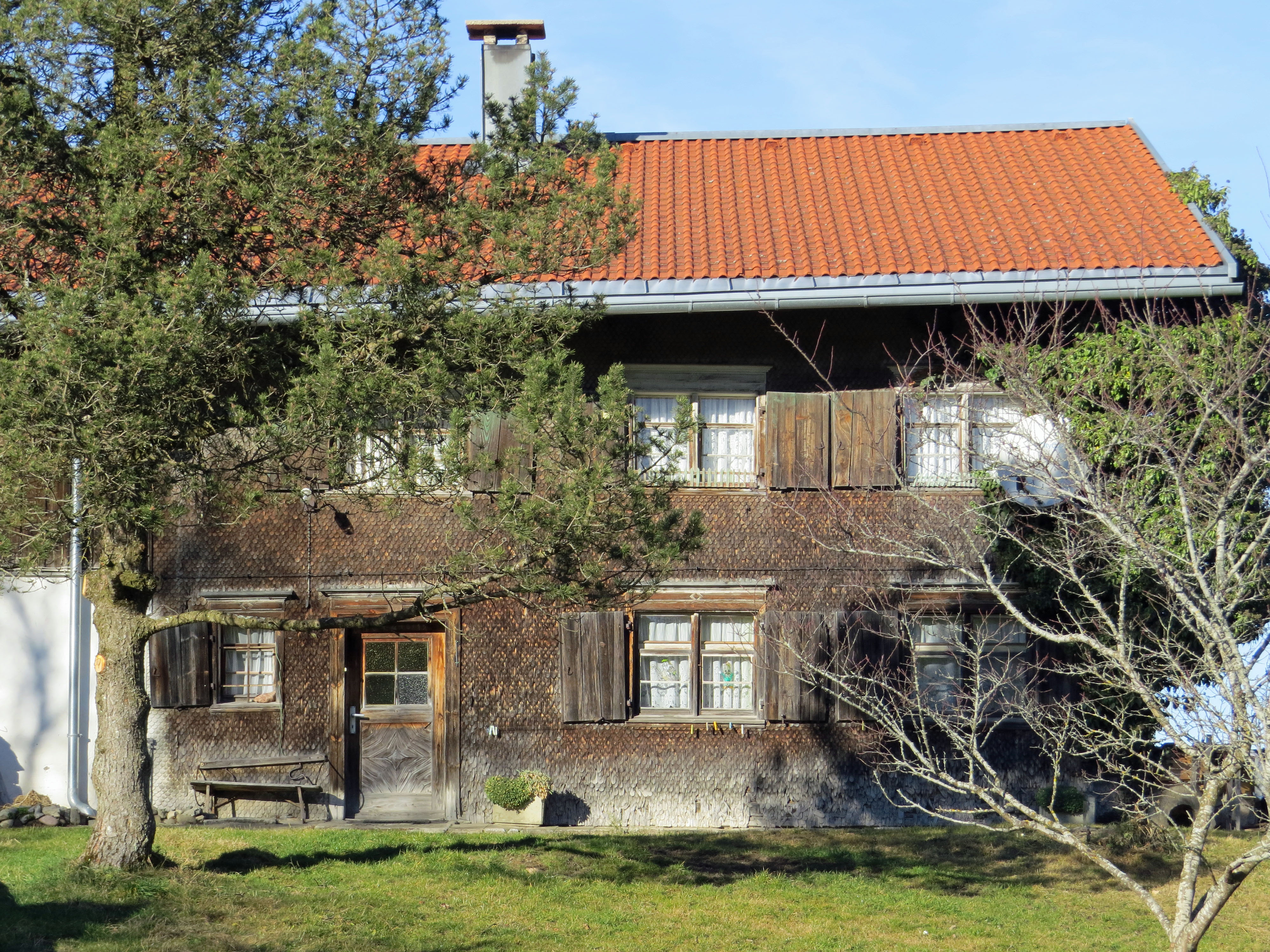
Heimhofen 34

Heimhofen (westallgäuerisch: Huimhofə) ist ein Gemeindeteil der Gemeinde Grünenbach im bayerisch-schwäbischen Landkreis Lindau (Bodensee).

## Geographie
Das Dorf liegt circa 2,5 Kilometer südwestlich des Hauptorts Grünenbach und zählt zur Region Westallgäu. Nördlich der Ortschaft verläuft die Bahnstrecke Buchloe–Lindau.

## Ortsname
Der Ortsname setzt sich aus dem Personennamen Heimo sowie dem Grundwort -hofen zusammen und bedeutet Hof des Heimo.

## Geschichte
Erstmals wurde Heimhofen unter dem Namen „Heminishoba“ im Jahr 872 in einer Sankt Galler Urkunde erwähnt. Heimhofen war bis 1351 Sitz des gleichnamigen Rittergeschlechts, das anschließend ins obere Illertal übersiedelte. Mitte des 17. Jahrhunderts wurde die Kapelle St. Maria erbaut und am 8. Mai 1670 von Georg Sigismund Müller Bischof von Heliopolis und Weihbischof von Konstanz konsekriert. 1770 fand die Vereinödung Heimhofens mit 16 Teilnehmern statt. 1905 wurde diese Kapelle abgebrochen und auf einer Anhöhe neben der Straße wieder errichtet.

## Baudenkmäler
Siehe: Liste der Baudenkmäler in Heimhofen